# Giuseppe Sabbatini
Giuseppe Sabbatini (Roma, 11 maggio 1957) è un tenore italiano.

## Biografia
Ha cantato nei principali teatri d'opera del mondo, come La Scala, la Staatsoper di Vienna, la Royal Opera House e altri. Ha debuttato negli Stati Uniti nel 2001, al teatro Metropolitan, come protagonista di Manon. Ha realizzato film per la TV di Roberto Devereux (1997), La damnation de Faust (1999) e La traviata (2001). È disponibile una registrazione televisiva della Bohème a Tokyo nel 1993 con Daniela Dessì. 
Giuseppe Sabbatini ha vinto diversi concorsi vocali nazionali e internazionali, come il Premio Jussi Björling nel 1987, il Premio Caruso e il Premio Lauri Volpi nel 1990, il Premio Abbiati per l'interpretazione vocale nel 1991 e il Premio Tito Schipa nel 1996. Nel 2003 ha ricevuto il titolo di Kammersänger dalla Wiener Staatsoper.
Il suo repertorio comprende Idomeneo, Mitridate, re di Ponto, Don Giovanni, Linda di Chamounix, La favorita, L'elisir d'amore, Anna Bolena, Maria Stuarda, Roberto Devereux, Lucrezia Borgia, Dom Sébastien, I puritani, Rigoletto, La Traviata, Falstaff, La Bohème, Eugene Onegin, Fra Diavolo di Auber, Werther, Manon, Thaïs, La Damnation de Faust, Benvenuto Cellini, Les Contes d'Hoffmann, Orphée aux Enfers, Les Pêcheurs de Perles , Faust.
Sabbatini è anche diplomato in direzione d'orchestra e contrabbasso. In un concerto in Giappone nel 2006, ha suonato il contrabbasso nel brano "l'elefante" dal Carnevale degli animali di Saint-Saëns con l'accompagnamento al pianoforte del direttore d'orchestra Nicola Luisotti. Nell'aria successiva "Non più andrai", Sabbatini ha assunto la direzione dell'orchestra, mentre Luisotti ha cantato come voce solista, con il testo dell'ultimo verso cambiato in "Sabbatini alla vittoria".